# 西文雄
西 文雄（にし ふみお、1897年1月10日 - 1990年9月3日）は、日本の柔道家（講道館8段、大日本武徳会範士）。
主に福岡県に拠点を置き、選手として熊本・福岡対県試合や全日本選士権大会で活躍する傍ら、福岡・満州対抗試合や全日本東西対抗大会の開催に尽力するなど柔道界の運営にも携わった。
その技量は名人・達人の域に達していたと云われるが、晩年は故あって講道館と全日本柔道連盟に反目し、柔道界からは距離を置いて過ごした。

## 経歴
東京府青梅市の出身。中学生となって静岡県浜松市の旧制浜松中学校（現・県立浜松北高校）に在学中、他校の柔道教師であった戸田順吉に傾倒し、1915年に旧制浜松中学校を卒業するのと前後して戸田が指導する静岡市の講道館分道場義正館へ入門した。
さらに下富坂時代の講道館で嘉納治五郎より直々に指導を受けて東京の大化会選手として武徳会大会で団体優勝を果たし、またこの間1916年1月に初段を許されると、以後も毎年昇段を重ねて翌17年1月に2段、18年1月には3段に列せられた。当時の有段者は全国で僅か4,191名で、初段や2段位でも中学校や警察署の柔道教師が立派に務まる時代であった。
1918年に福井県福井市に赴任すると福井師範学校や旧制福井中学校（現・県立藤島高校）で指導に当たり、1919年2月には嘉納治五郎直々の推薦で、名門・福岡県立中学修猷館の柔道教師に着任。選手としても同年の九州と東京学生連合との対抗試合に出場するなどしている。
20歳代後半となり選手として全盛期を迎えた西は1925年と1926年の熊本・福岡対県柔道大会にそれぞれ福岡県側の大将として抜擢されたが、両大会とも西は出番なく福岡県が勝利を収めた。1927年の第3回大会でも西は大将を任ぜられ、試合は熊本県大将で新進気鋭の小谷澄之5段が2人抜きを成し遂げて西との大将決戦に。両軍の応援団が詰め掛けた会場で観衆が固唾を飲んで見守る中、小谷の足払に西が鮮やかな燕返で応じ、福岡軍は大会3連勝を飾っている。なお、大会は選手のみならず観衆が熱狂するあまりに一色触発の険悪ムードとなってしまい、両県知事の仲裁により、この第3回大会を以って中止される事となった。

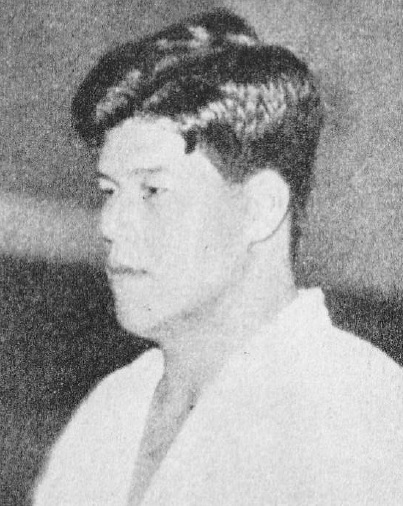
教え子の1人、田中末吉

血気の矛先を失った福岡県では西や岡部平太6段らの音頭取りで満州国との対抗試合が企画され、1930年5月11日に福岡市の東公園仮設道場で第1回大会（両軍22人ずつの抜き試合）が開催された。西は監督に廻り副将に須藤金作5段と大将に久永貞男5段を据え、“柔道王国”を自称して憚（はばか）らないだけあって副将・大将残しの勝利を収めた。
翌31年に大連市の中央公園で開催の第2回大会（3人増やして両軍25人ずつの抜き試合）では西が自ら大将として出場し、試合は四将戦で両軍タイとなって三将戦・副将戦がそれぞれ引き分け、西と浅見浅一6段との大将決戦に。両者攻防の末に時間一杯戦っても優劣が付かず、大会は引き分けに終えた。なお、この福岡・満州対抗試合も2回を以って中止となってしまった。
西は福岡県下で修猷館のほか、西南学院、九州大学、福岡農学校（現・県立福岡農業高校）、福岡刑務所、大日本武徳会福岡支部でも後進を指導。教え子には田中末吉らの逸材がいた。加えて、同郷の先輩でもある内田良平が16歳の時に創立した自剛天真流由来の天真館道場で師範を務め、講道館柔道の普及・振興に尽力。この間、1926年6月に大日本武徳会の柔道教士を、1929年1月には講道館6段位をそれぞれ拝受している。
1929年5月の御大礼記念天覧武道大会では、当時の柔道家にとって最高の栄誉である指定選士として選ばれたが、これは健康上の理由から出場を辞退した。
38歳で迎える1935年10月の第5回全日本選士権大会に専門成年前期の部で出場した西は、大阪の高橋定吉5段を体落、青森の工藤幸一5段を崩袈裟固に降し、決勝戦では広島の緒方久人6段を右体落で畳を背負わせて首尾よく選士権を獲得。なお、この大会には前述の田中末吉も専門壮年後期の部に出場して準優勝を果たしたため師弟揃っての快挙となり、これを最後に西は選手生活に終止符を打った。
| 段位 | 年月日        | 年齢 |
| ---- | ------------- | ---- |
| 入門 | 1915年        | 18歳 |
| 初段 | 1916年3月7日  | 19歳 |
| 2段  | 1917年1月14日 | 20歳 |
| 3段  | 1918年1月13日 | 21歳 |
| 4段  | 1921年4月29日 | 24歳 |
| 5段  | 1924年4月25日 | 27歳 |
| 6段  | 1929年1月13日 | 32歳 |
| 7段  | 1936年2月22日 | 39歳 |
| 8段  | 1946年5月4日  | 49歳 |

また、西や熊本柔道界の重鎮・宇土虎雄ら九州連合有段者会が中心となって、関ヶ原を境界に日本を東西に分けて覇を競う全日本東西対抗大会の開催を講道館に働き掛け、1936年4月の第1回大会開催に漕ぎ着けた。この大会は以後も不定期ながら1963年9月の第15回大会まで行われ、現在のように国際大会が発達していなかった当時の柔道家にとっては全日本選手権大会と並ぶ最高の檜舞台となった。
このように永年柔道界の普及・振興に尽力し、1944年7月に大日本武徳会の柔道範士号を受け、1946年5月には講道館の8段に昇段するなど柔道界において存在感を示した。
しかし、戦後の日本柔道に対して西はかなり批判的で、滔々と競技化する柔道に異を唱え、例えば1958年11月の第2回世界選手権大会日本代表決定戦を観ていた西は、曽根康治や神永昭夫らが活躍する当時の柔道界に対し「柔道のイロハである組み方がなっていない」「身長の大きい人が・・・（中略）・・・内股を掛け、腕力を奮ってケンケン式で最後には巻き込んで倒すなどみっともない」と述べ、「内股ならば、福岡の前田実氏や東京の前田武郷氏、大先輩では中野正三氏にその理合いを学んでもらいたい」と続けていた。
また、柔道の変質を目の当たりにして西は「柔道が獣道になりさがってしまった」と嘆き、真正柔道の復活を説く事20余年、一向に改善されない講道館柔道に愛想を尽かして終に筆を折り、講道館との絶縁を宣言して8段位を返上している。
以後は書道と写経に没頭した。
柔道修行時代は“先進・後進ことごとく我が師”をモットーに、前述の戸田順吉や宮川一貫に生涯師事し、嘉納治五郎の直系として人格・識見・柔道理論に秀で、その術技は名人・達人の域に達していた。身長163cm・体重70kgという小躯であったので、力には頼らず柔の理に適った技の研鑚に努め、若い頃は釣込腰・大外刈・体落・払釣込足のほか寝技にも長じ、歳を重ねてからは送足払や膝車等の足技に冴えを見せたという。また、講道館きっての硬骨漢としても知られ、高橋数良や中野正三らと共に“三船嫌い”で通っていた。
柔道評論家のくろだたけしは専門雑誌『近代柔道』の特集の中で、西について「とっくに9段になるべき人」と評し、「人物を見る眼を持たない講道館長とセクト主義の全日本柔道連盟が、この稀にみる柔道家を隠棲させたと言える」と惜しんでいた。